# Gymnanthes glandulosa
Gymnanthes glandulosa là một loài thực vật thuộc họ Euphorbiaceae. Loài này có ở Cuba và Jamaica.